# Asier Oruesagasti
Asier Oruesagasti (San Sebastián, Guipúzcoa, 1986) es un actor español.
Tuvo doce años de formación en la Zurriola Antzerki Eskola y estuvo en el Taller de Artes Escénicas de San Sebastián.

## Filmografía

### Cine
- Skizo (2005)
- La casa de mi padre (2008)
- La máquina de pintar nubes (2009)
- Sin Remite (cortometraje)
- Bizitzako kopa (cortometraje)
- Making Off (cortometraje)
- Una mierda de Slasher (cortometraje)
- Atzuriko Milagrua (cortometraje)
- Akelarre (2020)

### Televisión
- Ander eta kompainia (2000)
- Goenkale (2006-2014)
- Go!azen 4.0 (2017-2018)
- Altsasu (2020)

### Teatro
- Eta Zer?
- Ahuntza edo Nor da Silvia?
- Baba Zango-Horiak
- Etzi¡
- Lotsagabe
- Eta Zer? II
- Terapiak